# Humillación de Canossa

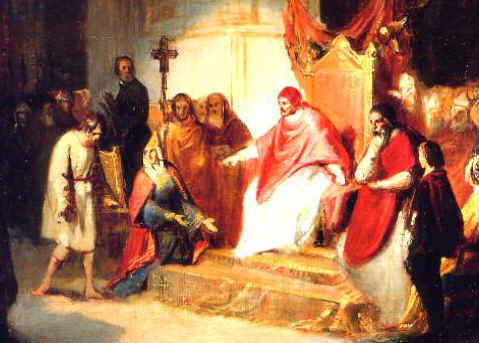
Enrique IV delante de Gregorio VII en Canossa. Obra de Carlo Emanuelle, c. 1630.

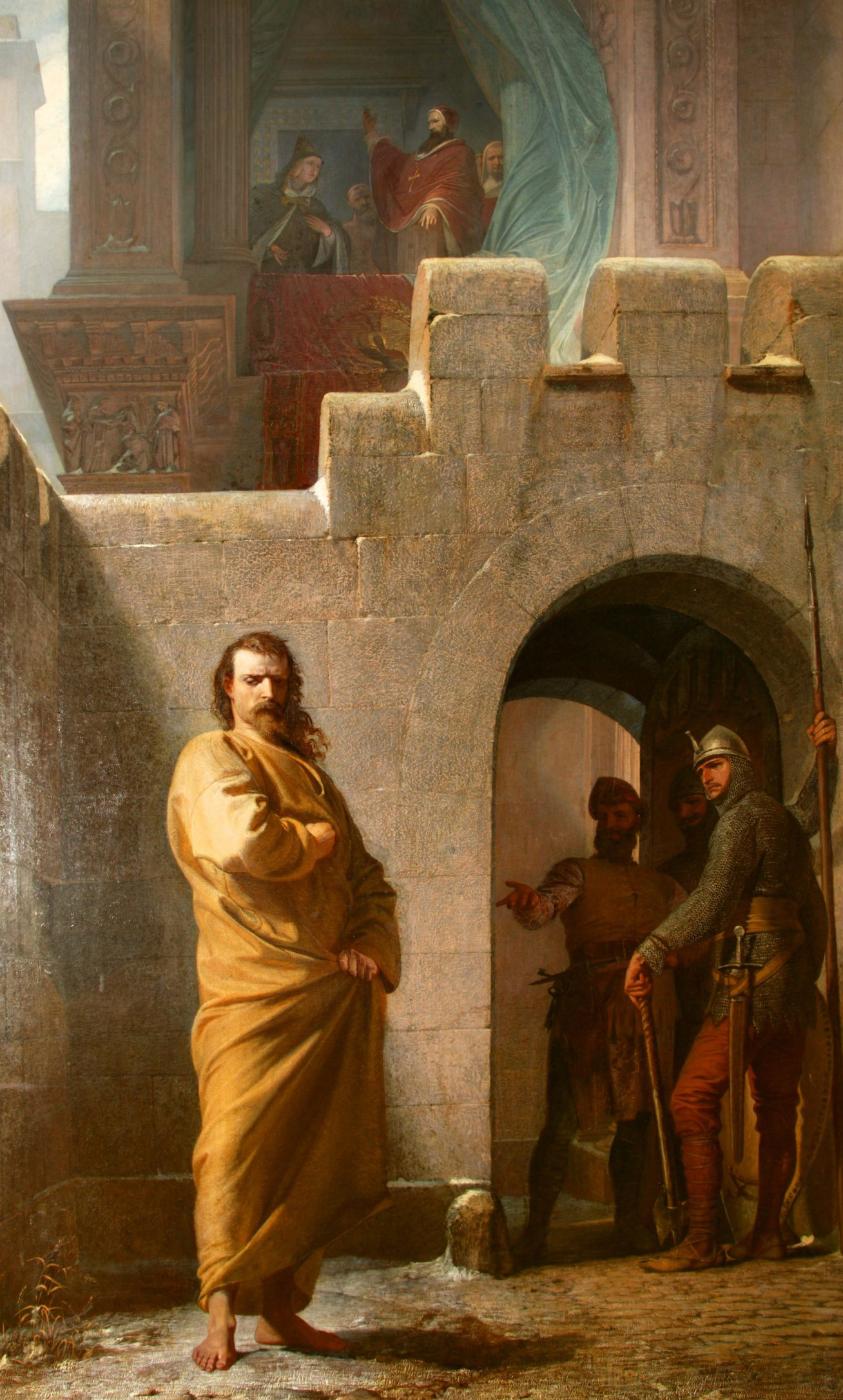
Humillación de Enrique IV ante el Papa para pedirle su perdón. Pintura de Eduard Schwoiser 1852.

Humillación de Canossa, peregrinación de Canossa o penitencia de Canossa son denominaciones historiográficas del episodio histórico de enero de 1077, que incluye el viaje o peregrinación desde Espira hasta el castillo de Canossa del emperador Enrique IV del Sacro Imperio Romano Germánico para solicitar al papa Gregorio VII su liberación de la excomunión, y la humillación o penitencia a la que tuvo que someterse para obtenerla. La excomunión había sido pronunciada por la querella de las investiduras.

## Detalles históricos
Para poder conseguir el perdón papal, y por la mediación de la dueña de la fortaleza, Matilde de Canossa, y el abad de Cluny, Hugo, Enrique IV tuvo que permanecer arrodillado tres días y tres noches a las puertas del castillo mientras nevaba, vestido como un monje, con una túnica de lana y descalzo.
Al cruzar los Alpes pasando por Mont Cenis, Enrique se puso en actitud de penitencia. Llevaba un cilicio, además de la ropa tradicional de un monje de aquel tiempo y, al parecer caminaba descalzo. Muchos de sus allegados también supuestamente se descalzaron. En estas condiciones cruzó los Alpes, un viaje largo y duro con el frío de finales de enero. El 25 de enero de 1077, llegó a las puertas de Canossa.
Hoy en día, en algunos idiomas la expresión "paseo a Canossa" (alemán: Gang nach Canossa; inglés: Walk to Canossa) se usa para indicar una petición o procesión humillante.
No existen fuentes imperiales contemporáneas que refieran el hecho, y las fuentes papales de la época se limitan a indicar los motivos formales por los que Gregorio VII habría perdonado a Enrique, sin detallar las explicaciones que la historiografía posterior daría de lo sucedido.